# گل‌های آفتابگردان
گُل‌های آفتابگردان نام مجموعه‌ای از نقاشی‌های وَنسان وَن گوگ، نقاش هلندی سبک پسادریافتگری در پاریس و آرل است که با رنگ روغن، روی بوم در سال‌های ۱۸۸۶ تا ۱۸۸۹ میلادی، کشیده شد. از دو مجموعهٔ گُل‌های آفتابگردان به عنوان یکی از مهم‌ترین و تاثیرگذارترین کارهای وَن گوگ یاد می‌شود.

## گل‌های آفتابگردان آرل
وَنسان وَن گوگ در اوت ۱۸۸۸ و ژانویه ۱۸۸۹ میلادی، به‌تنهایی به منطقه کوهستانی آرل در جنوب فرانسه سفر کرد. او هفت نسخه از این تابلو را کشید. گل آفتابگردان در ادبیات هلندی، نمادی از فداکاری، وفاداری و تعهد به دوستی است. این گل در مراحل مختلف غنچه‌کردن تا پژمرده‌شدن، چرخهٔ زندگی از تولد تا مرگ را به مخاطب یادآوری می‌کند.

### نسخه‌های اول - اوت ۱۸۸۸

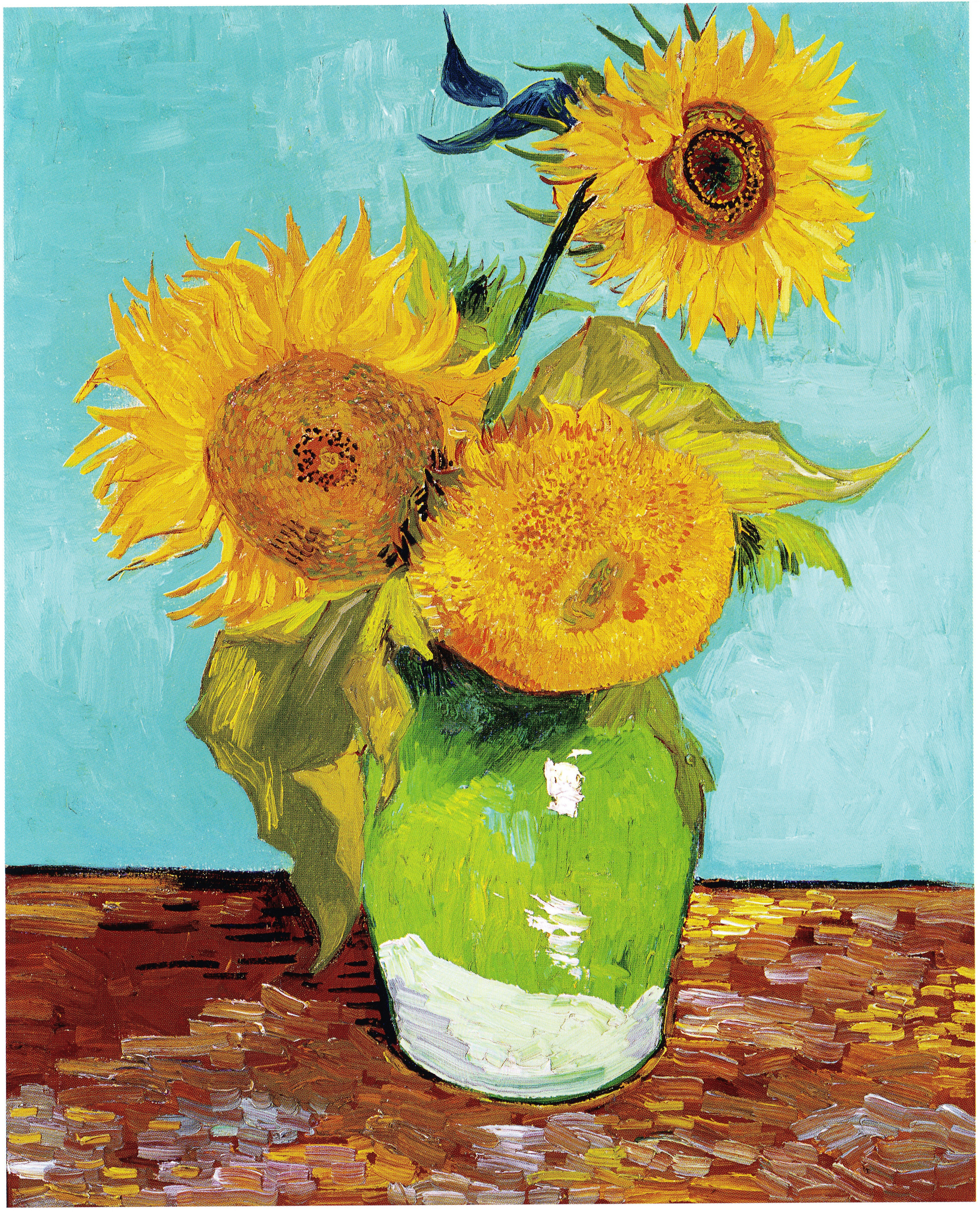
سه گل آفتابگردان با پس‌زمینه فیروزه‌ای شماره ۱ در مالکیت مجموعه‌دار شخصی
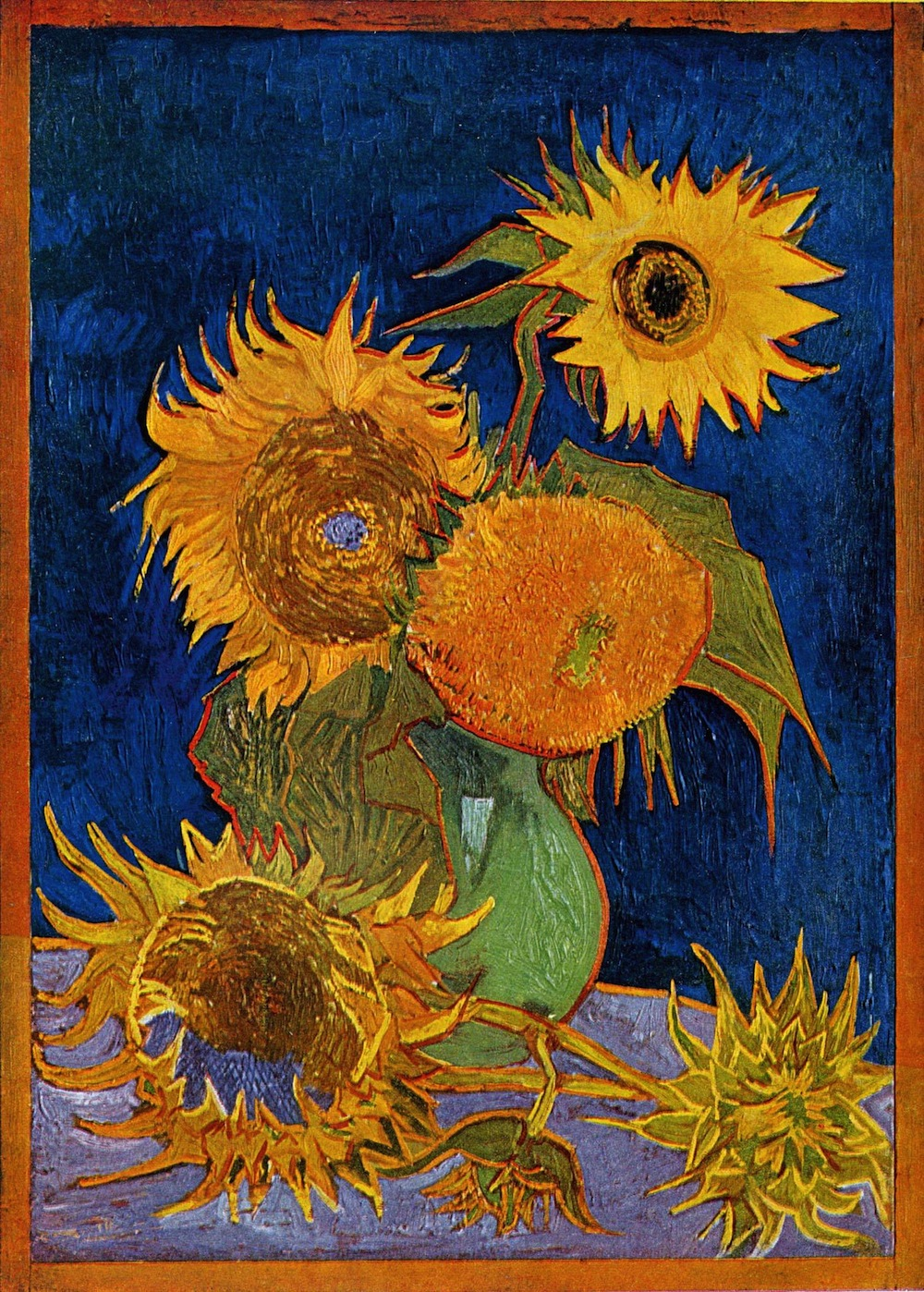
گلدانی با پنج گل آفتابگردان شماره ۲ که در تاریخ ۶ اوت ۱۹۴۵[۳] در جریان بمباران هوایی شهر اوزاکا، ژاپن از بین رفت.
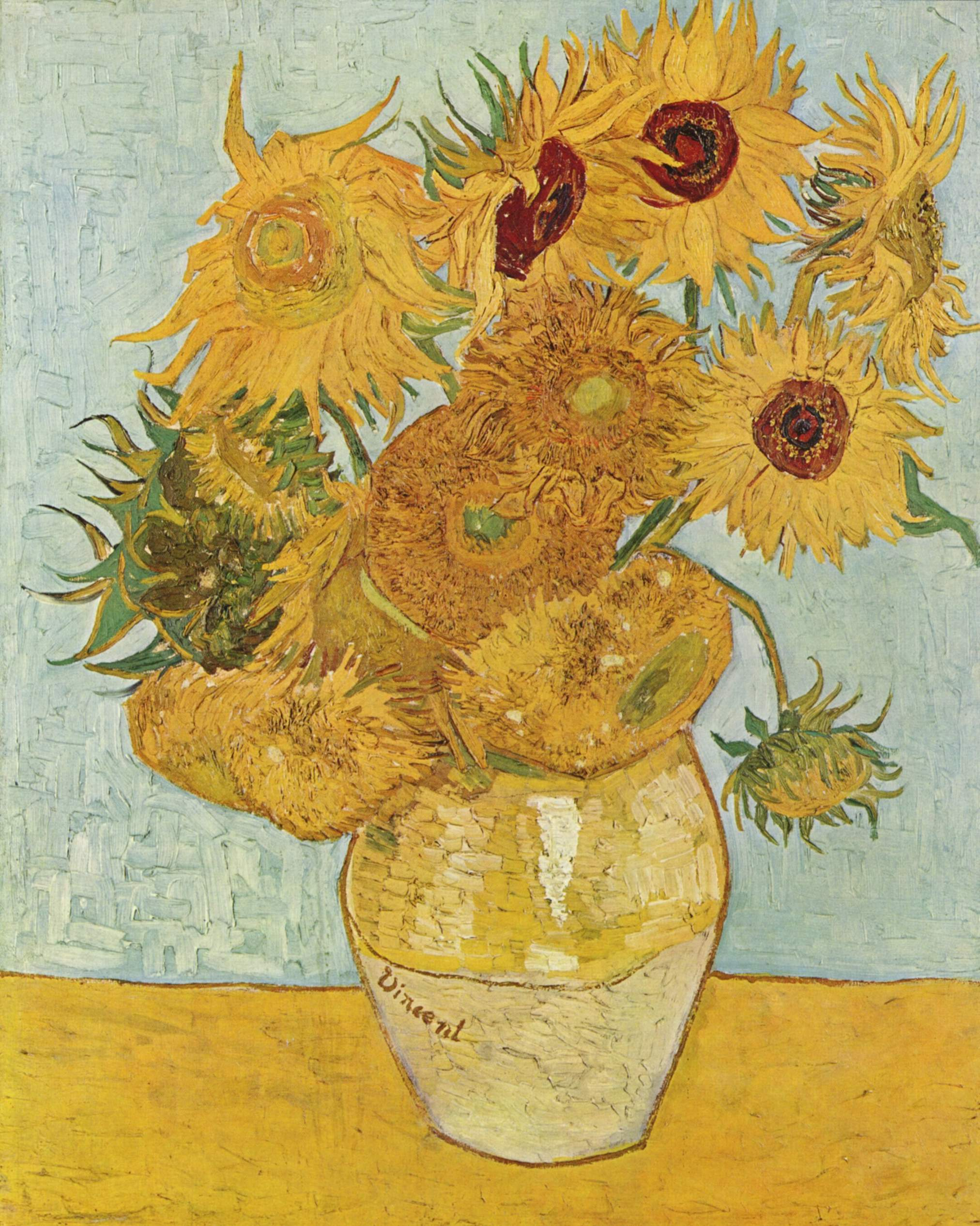
گل‌های آفتابگردان با پس‌زمینه سبز-آبی شماره ۳ موزه پیناکوتک مونیخ
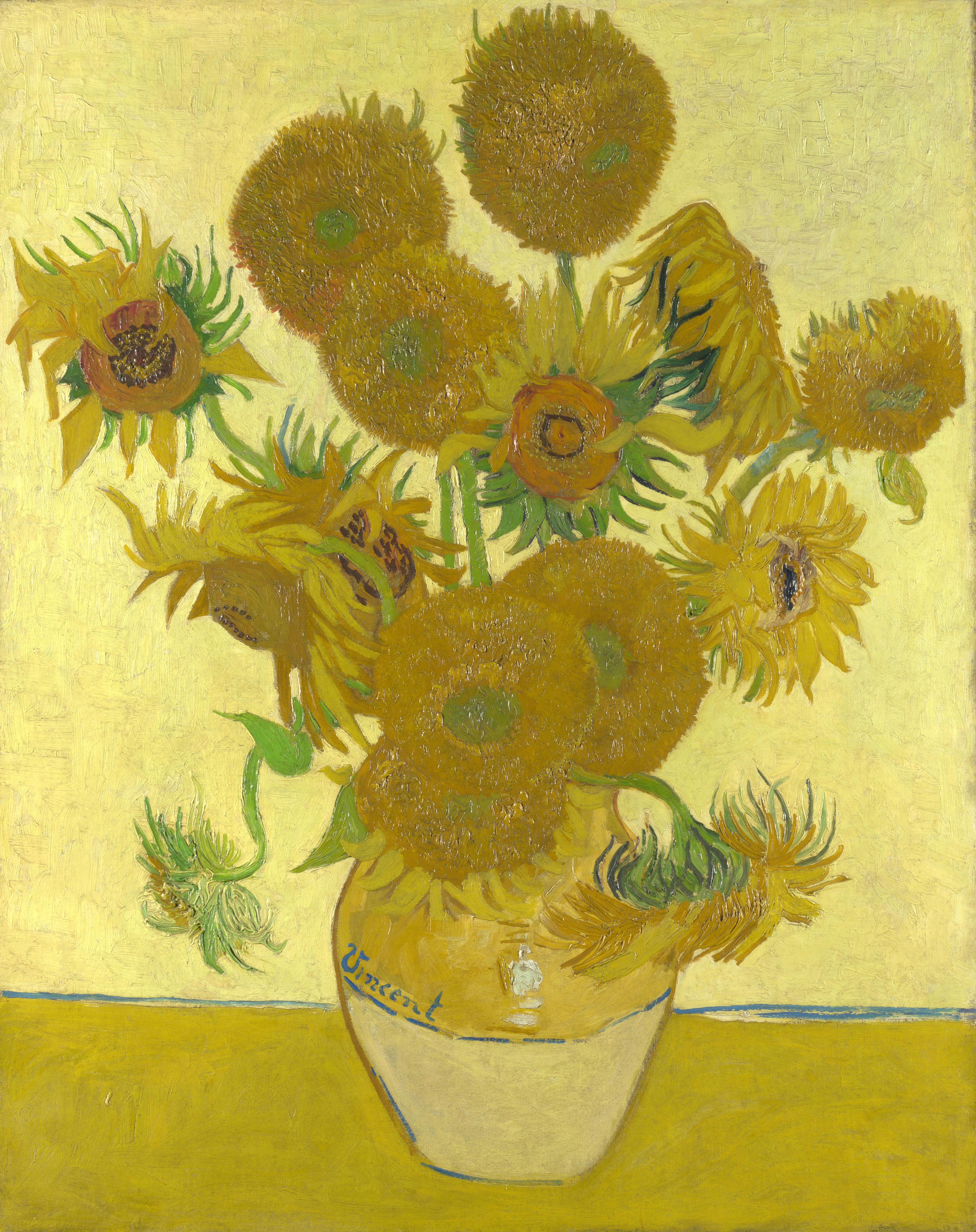
گل‌های آفتابگردان با پس‌زمینه زرد
شماره ۴
نگارخانه ملی لندن

### نسخه‌های دوم - ژانویه ۱۸۸۹

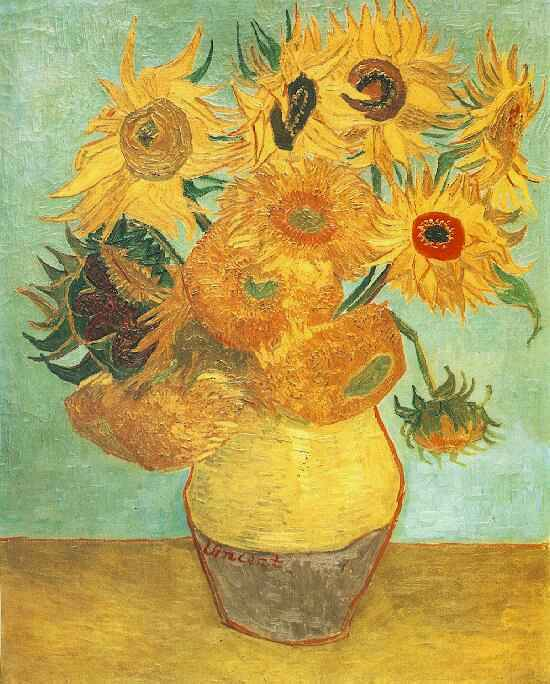
گلدان همراه دوازده آفتابگردان تکرار شماره ۳ موزه هنر فیلادلفیا
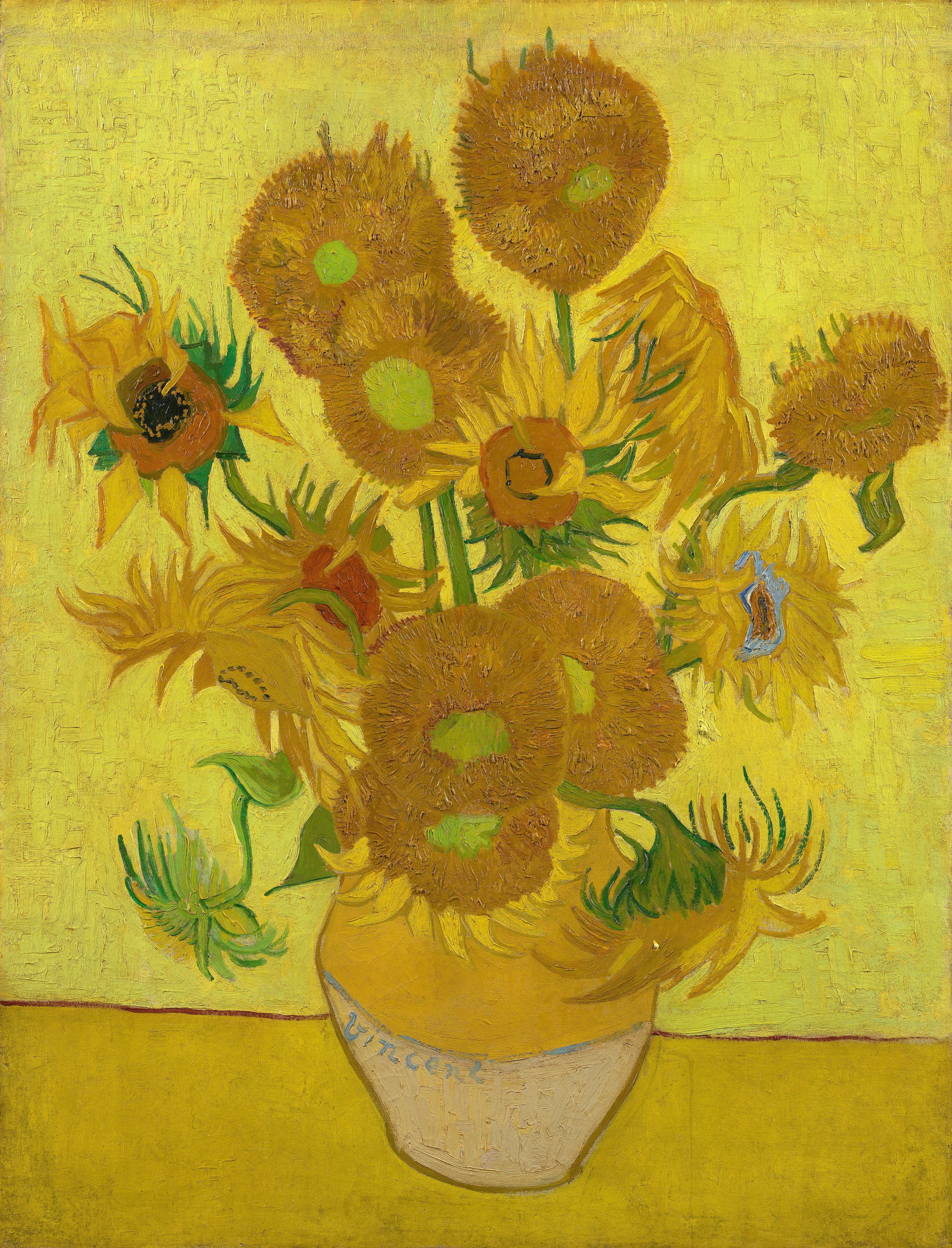
گل‌های آفتابگردان با پس‌زمینه زرد تکرار شماره ۴ موزه وَن گوگ
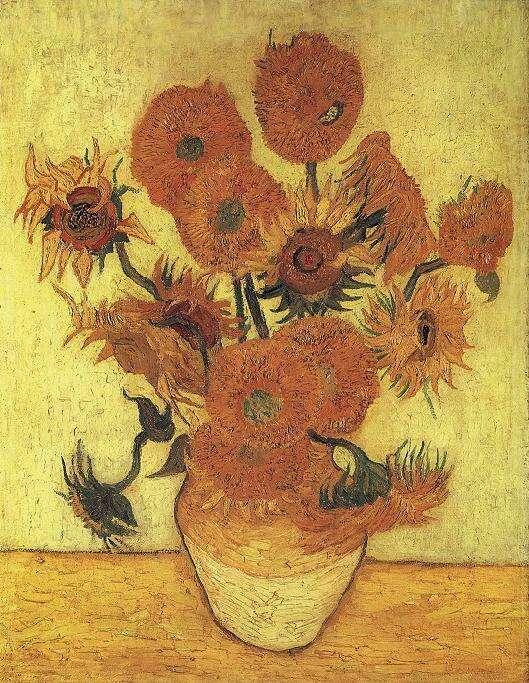
تکرار گل‌های آفتابگردان با پس‌زمینه زرد
تکرار شماره ۴
موزه سومپو توکیو

## آثار مرتبط
برخی نقاشان مهم و بنام، برای احترام به ونگوگ یا در ستایش گل‌های آفتابگردان، تابلوهایی را با مضامین گل‌های آفتابگردان کشیده‌اند.

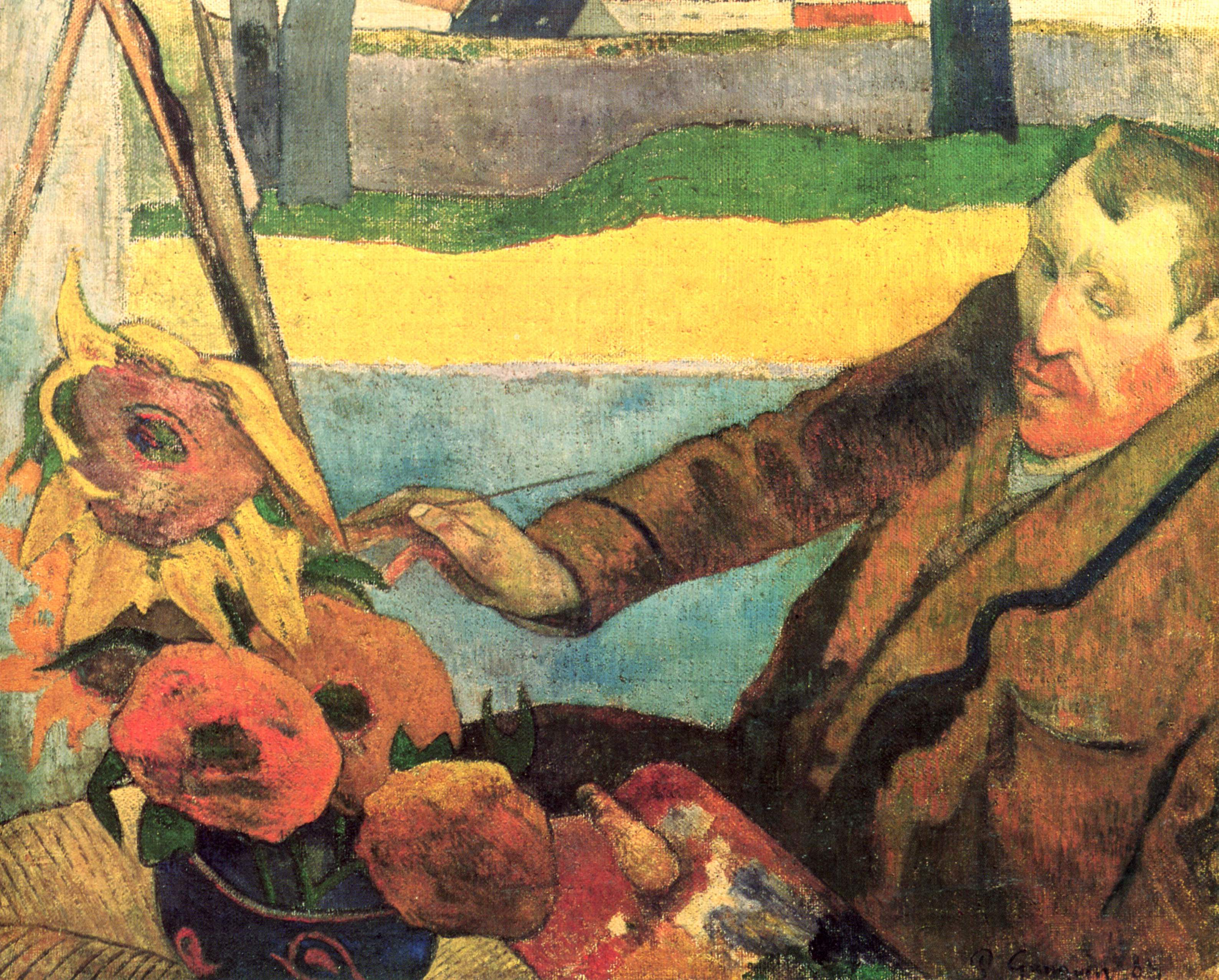
نقاشِ گل‌های آفتابگردان، اثری از پل گوگن است که آن را برای ادای احترام به دوستش وَنسان وَن گوگ، در سال ۱۸۸۸ م. خلق کرد.
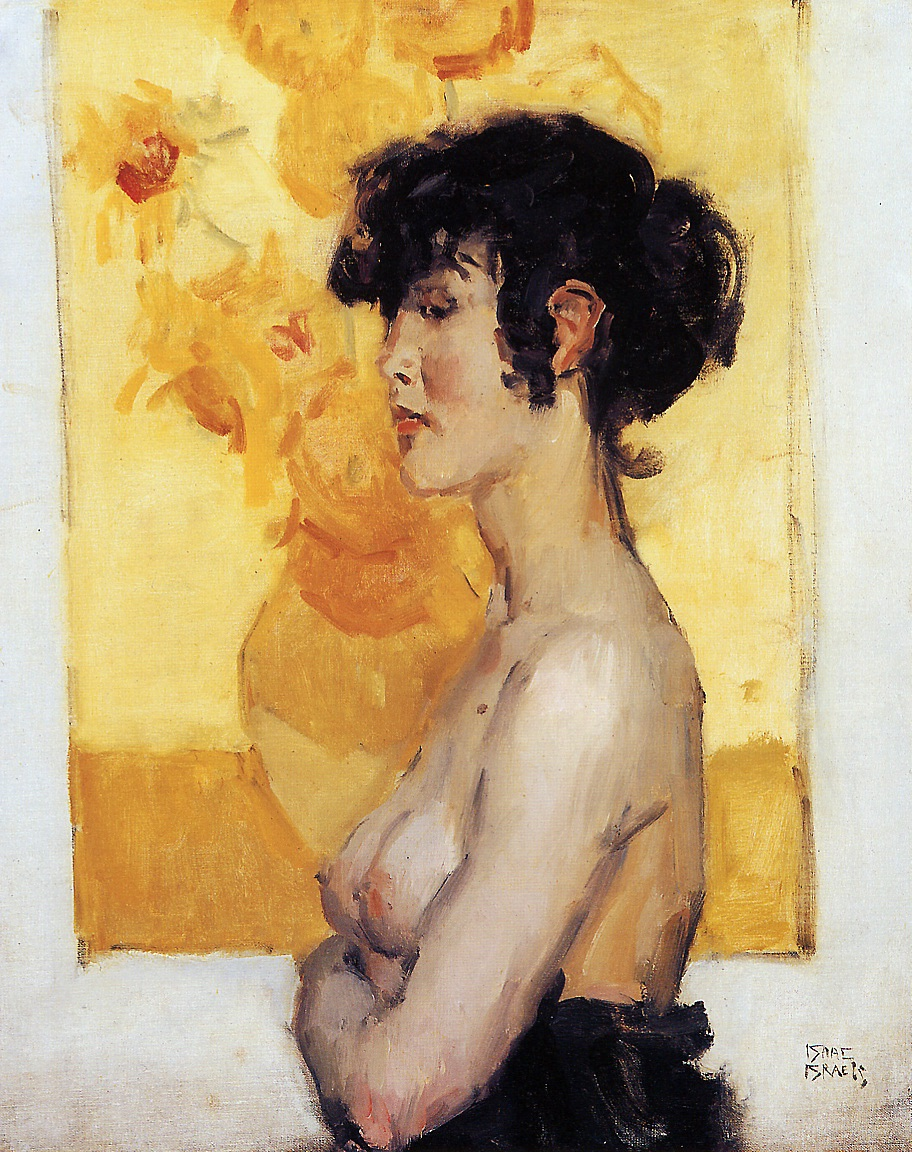
زن نیمه‌برهنه در برابر گل‌های آفتابگردان نام یکی از آثار اسحاق اسرائیلز است که آن را در ستایش از گل‌های آفتابگردان خلق کرد.
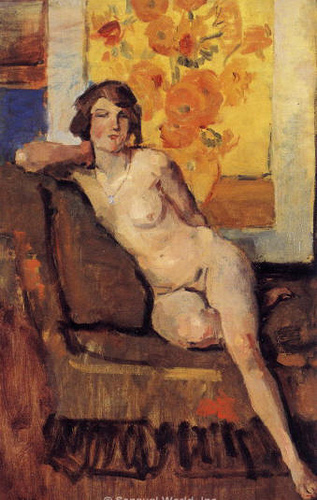
مدل برهنه و گل‌های آفتابگردان اثر اسحاق اسرائیلز
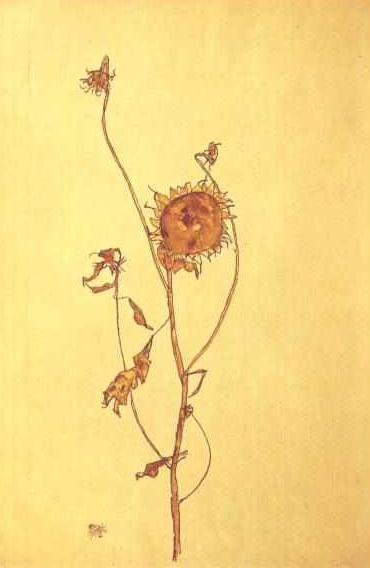
آفتابگردان‌های پلاسیده با پس‌زمینه زرد اثر اگون شیله